# Ataxia operaria
Ataxia operaria là một loài bọ cánh cứng trong họ Cerambycidae.